# Лэ Яньчжэнь
Лэ Яньчжэнь (樂彥禎) или Лэ Синда (樂行達)(ум. 888 г.) — полевой командир в конце китайской династии Тан (династия), военный губернатор (цзедуши) округа Вэйбо (魏博, столица в современном Ханьдане, Хэбэй) с 883 до 888 гг.

## Биография
Достоверно неизвестно когда Лэ Яньчжэнь родился, но известно, что он из столицы округа Вэйбо города Вэй (魏州). Его отец Лэ Шаои (乐少寂) был офицером, служил префектом в трёх префектурах Вэйбо — в Чан (澶州, в современном Аньяне, Хэнань), Бо (博州, в современном Ляошэне, Шаньдун), и Бэй (贝州, в современном Синтае, Хэбэй). Лэ Хиньда стал офицером в Вэйбо в молодом возрасте, после того, как Хань Цзянь стал военным губернатором. Лэ был назначен префектом префектуры Бо. Позже Хань в краткий срок захватил округ Хэян (河阳 со столицей в современном Лояне, провинция Хэнань). В этом походе Лэ Синда отличился и был назначен главой префектуры Чан. В 883, в то время, как Хань воевал в округе Тяньпин (天平, столица в современном Тайане, Шаньдун), Чжугэ воспользовался возможностью, чтобы внезапно захватить Хэян. Хань, услышав об этом, заключил мир с действующим военным губернатором Тайаня Чжу Сюанем и попытался вернуть Хэян, но потерпел поражение от генерала армии Чжугэ Ли Ханьчжи. После поражения Хана, Лэ со своим войском возвращается в Вэй и занимает его. В Вэйбо солдаты хотят назначить его губернатором и впоследствии убивают Ханя. Позже царствующий император Сицзун утвердил Лэ в должности военного губернатора.

## В должности губернатора
В 884 году император дал Лэ Синда новое имя Яньчжэнь. Император Хисон также присвоил ему почетный титул  Цзо Пушэ (左仆射) — почётный Канцлер (同中书门下平章事). Известно, что Лэ Яньчжэнь был высокомерным и безудержным в своем поведении. Будучи тверд на своей должности военного губернатора Вэйбо, он приказал народу строить внутренние стены города Вэй и восстановить дамбу на Хуанхэ, обе работы были проведены в течение месяца при большом возмущении народа. Кроме того, его сын Лэ Цунсюнь (乐从训) был жестоким и жадным. В конце 884 года бывший канцлер Ван До был назначен в округ Ичан (义昌, столица в современном Цанчжоу, Хэбэй) военным губернатором. По пути к месту назначения он проезжал через округ Вэйбо. Лэ Цунсюнь соблазнился большой группой женщин, сопровождавших Вана, и его имуществом. Собрал несколько сотен человек и устроил засаду. Убив Ван До и около 300 сопровождающих лиц захватил ценности и женщин. Лэ Яньчжэнь сообщил правительству, что Ван был убит бандитами. Царское правительство в последнее время было сильно ослаблено крестьянским восстанием Хуан Чао и не смогло провести дальнейшее расследование. Народ Вэйбо знал о хорошей репутации Вана и сожалел о его смерти. Негативизм в отношении семьи Лэ вырос. Тем не менее, несмотря на смерть Ван До, царское правительство присвоило почетные звания кайфу Итун Саньсы (开府 仪同 三司) и сыту(司徒) Лэ Яньчжэну.

## Отставка и смерть
В 888 году жители Вэйбо стали активно выражать недовольство правлением Лэ Яньчжэня. Опасаясь солдат-ветеранов Лэ Цунсюнь собрал группу из нескольких сотен солдат в качестве своей личной охраны, называя их «сотрудники Сына» (子将). Со временем пребывание Лэ Цунсюня в Вэйбо стало настолько небезопасно, что он бежал из префектуры Вэй. Лэ Яньчжэнь назначил его главой префектуры Сян (相州, в современном Ханьдане). Лэ Яньчжэнь, опасаясь, что ветераны поднимут бунт, подал в отставку и стал буддийским монахом в монастыре Лунсин (龙兴寺). В это время в Вэй прибыл Лэй Е (雷邺), эмиссар военного губернатора соседнего округа Хуанши (宣武, столица в современном Кайфэне, Хэнань) Чжу Цюаньчжуна, для проведения переговоров по покупке продуктов питания, но был убит. Солдаты поддерживали офицера Чжао Вэньбяня (赵文㺹) в качестве нового военного губернатора. Лэ Цунсюнь, тем временем, услышав о вынужденной отставке своего отца, собрал около 30000 солдат и повёл их в префектуру Вэй. Чжао отказался воевать с Лэ Цунсюнем. Солдаты узнав о намерениях Чжао убили его и выбрали другого офицера Ло Хунсиня. Ло принял бой с Лэ Цунсюнем и победил его, заставив его отступить к Нэйхуану (内黄, современный Аньян). Солдаты Вэйбо осадили Нейхуан. Поскольку солдаты Вэйбо убили Лэй Е, Лэ Конхун решил искать помощи у Чжу. Чжу послал своего офицера Чжу Чжэнь (朱珍) на север. Захватив три города округа Вэйбо Чжу продвинулся к Нэйхуану, где победил войско Вэйбо. Однако, когда Лэ Конхун попытался прорвать осаду солдаты под командованием офицера Чэн Гунсиня (程公信) напали и убили его. Впоследствии, Лэ Яньчжэнь был казнен. Головы его и его сына были вывешены на воротах города Вэй. Ло принес извинения Чжу Цюаньчжуну и прислал ему подарки. Чжу отозвал свои войска, позволив Ло управлять Вэйбо без дальнейшего противостояния.